# Trapania
Genre
Synonymes
- Drepania Lafont, 1874 nec Hubner, 1819[2]
- Drepania Lafont, 1874[3]
- Drepanida MacFarland, 1931[3]

Trapania est un genre de mollusques nudibranches (limaces de mer) de la famille des Goniodorididae.

## Liste des genres
Selon World Register of Marine Species (10 décembre 2018) :
- Trapania africana Edmunds, 2009
- Trapania armilla Gosliner & Fahey, 2008
- Trapania aurata Rudman, 1987
- Trapania aureopunctata Rudman, 1987
- Trapania bajamarensis Moro & Ortea, 2015
- Trapania benni Rudman, 1987
- Trapania bonellenae Valdés, 2009
- Trapania brunnea Rudman, 1987
- Trapania caerulea Gosliner & Fahey, 2008
- Trapania canaria Ortea & Moro, 2009
- Trapania circinata Gosliner & Fahey, 2008
- Trapania cirrita Gosliner & Fahey, 2008
- Trapania dalva Ev. Marcus, 1972
- Trapania darvelli Rudman, 1987
- Trapania darwini Gosliner & Fahey, 2008
- Trapania euryeia Gosliner & Fahey, 2008
- Trapania fusca (Lafont, 1874)
- Trapania gibbera Gosliner & Fahey, 2008
- Trapania goddardi Hermosillo & Valdés, 2004
- Trapania goslineri Millen & Bertsch, 2000
- Trapania graeffei (Bergh, 1880)
- Trapania hispalensis Cervera & Garcia-Gomez, 1989
- Trapania inbiotica Camacho-Garcia & Ortea, 2000
- Trapania japonica (Baba, 1935)
- Trapania lineata Haefelfinger, 1960
- Trapania luquei Ortea, 1989
- Trapania maculata Haefelfinger, 1960
- Trapania maringa Er. Marcus, 1957
- Trapania melaina Gosliner & Fahey, 2008
- Trapania miltabrancha Gosliner & Fahey, 2008
- Trapania naeva Gosliner & Fahey, 2008
- Trapania nebula Gosliner & Fahey, 2008
- Trapania orteai Garcia-Gomez & Cervera in Cervera & Garcia-Gomez, 1989
- Trapania pallida Kress, 1968
- Trapania palmula Gosliner & Fahey, 2008
- Trapania reticulata Rudman, 1987
- Trapania rudmani M. C. Miller, 1981
- Trapania safracornia Fahey, 2004
- Trapania sanctipetrensis Cervera, Garcia-Gomez & Megina, 2000
- Trapania scurra Gosliner & Fahey, 2008
- Trapania squama Gosliner & Fahey, 2008
- Trapania tartanella (Ihering, 1886)
- Trapania toddi Rudman, 1987
- Trapania tora Gosliner & Fahey, 2008
- Trapania velox (Cockerell, 1901)
- Trapania vitta Gosliner & Fahey, 2008

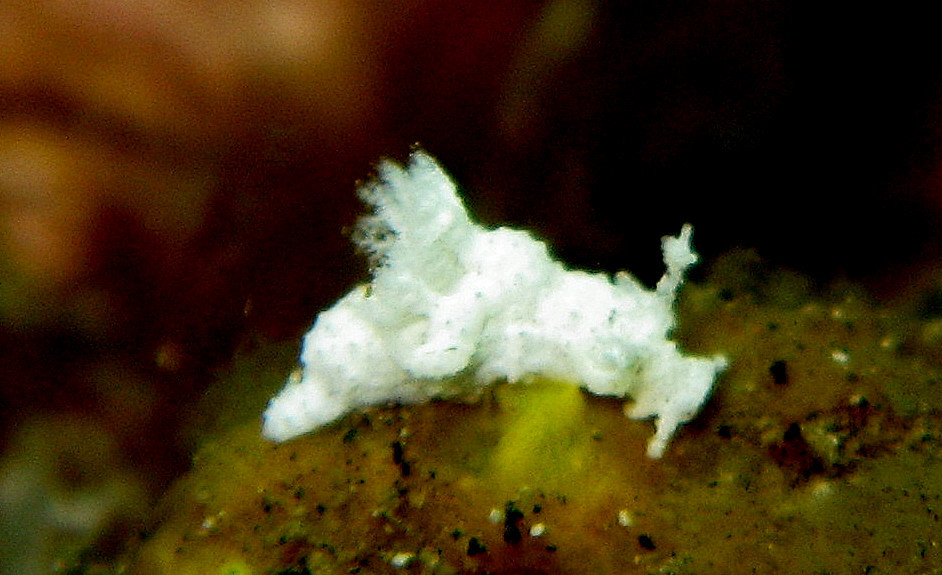
Trapania armilla
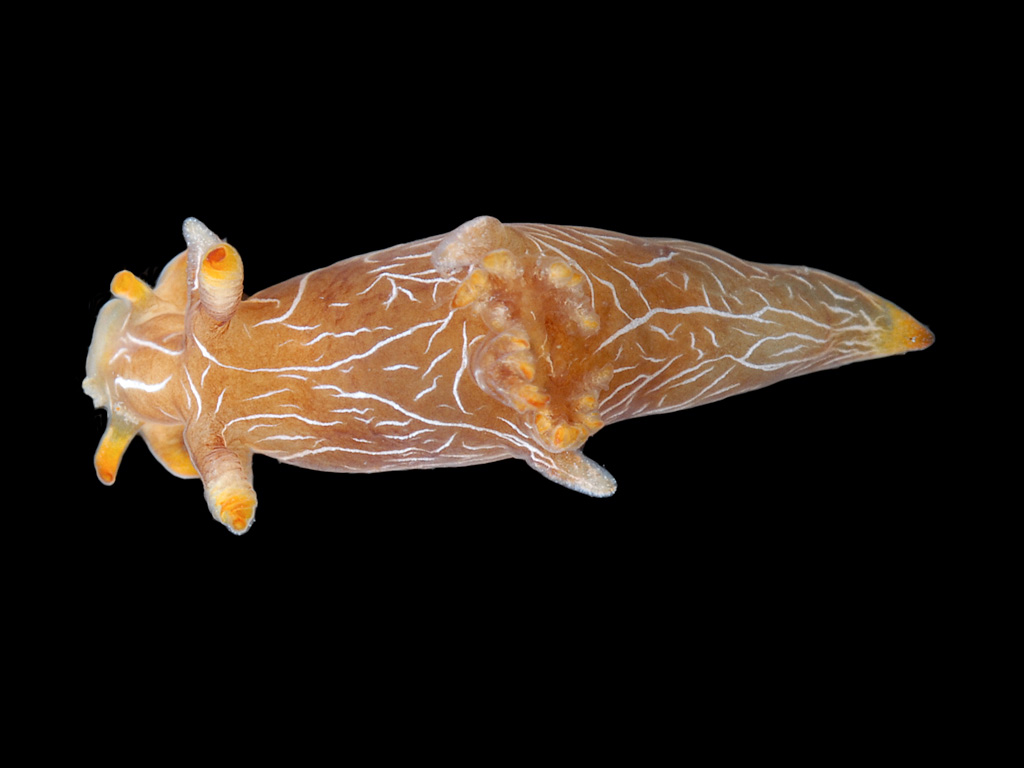
Trapania cirrita
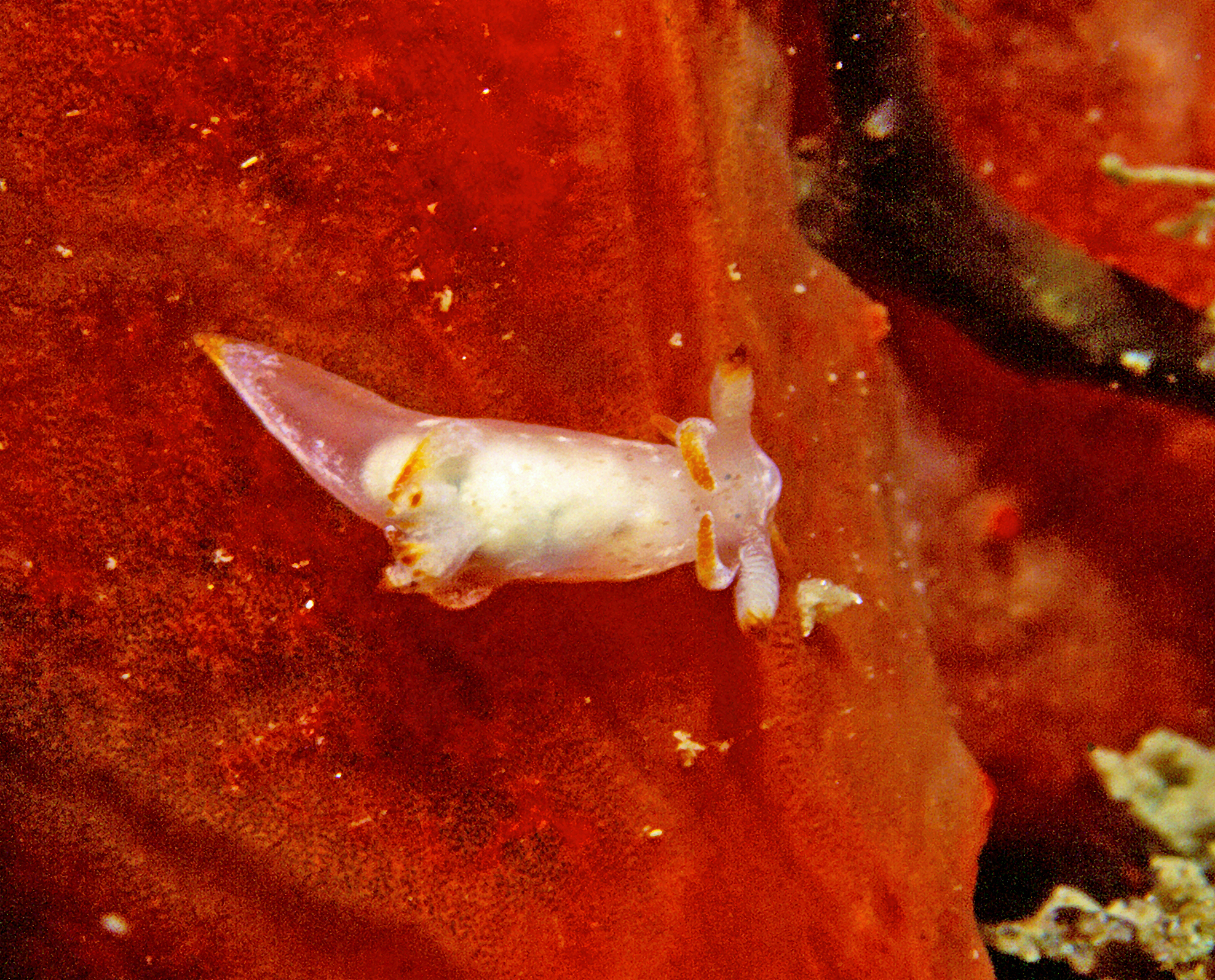
Trapania fusca
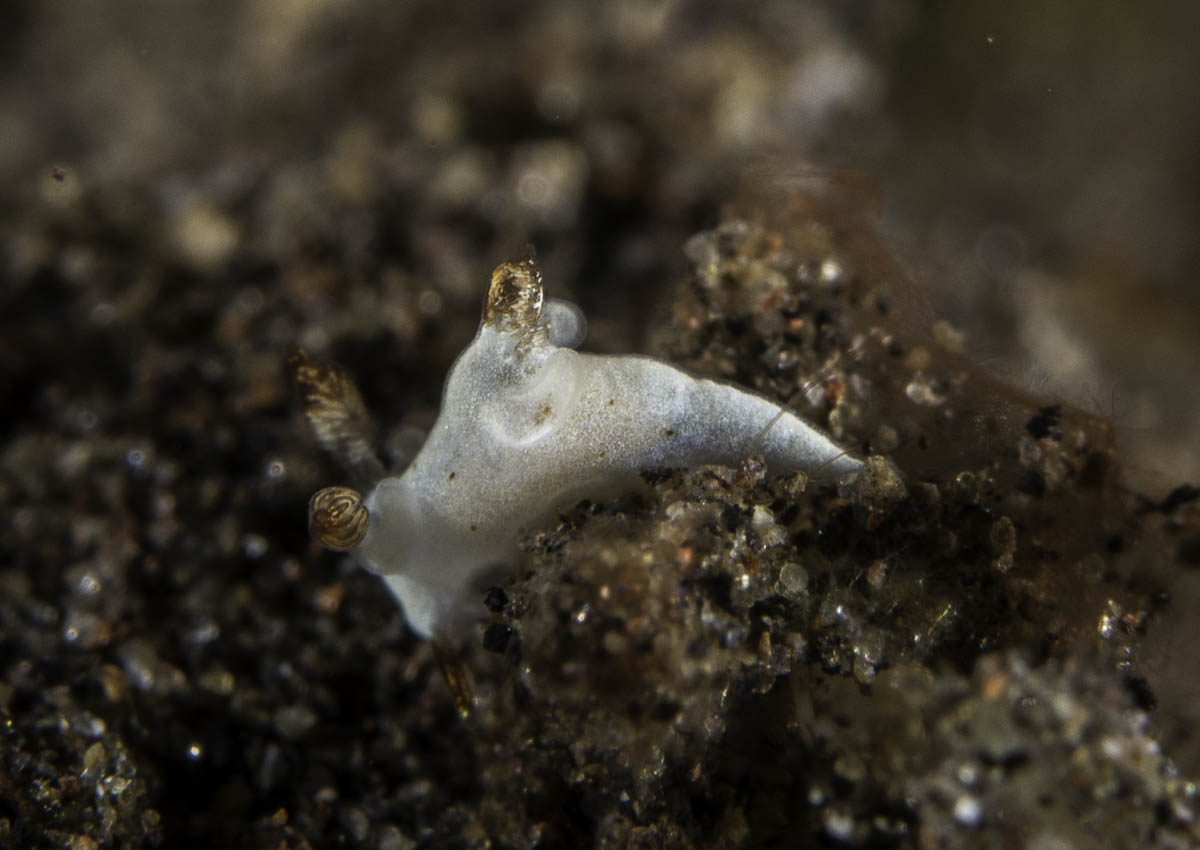
Trapania gibbera
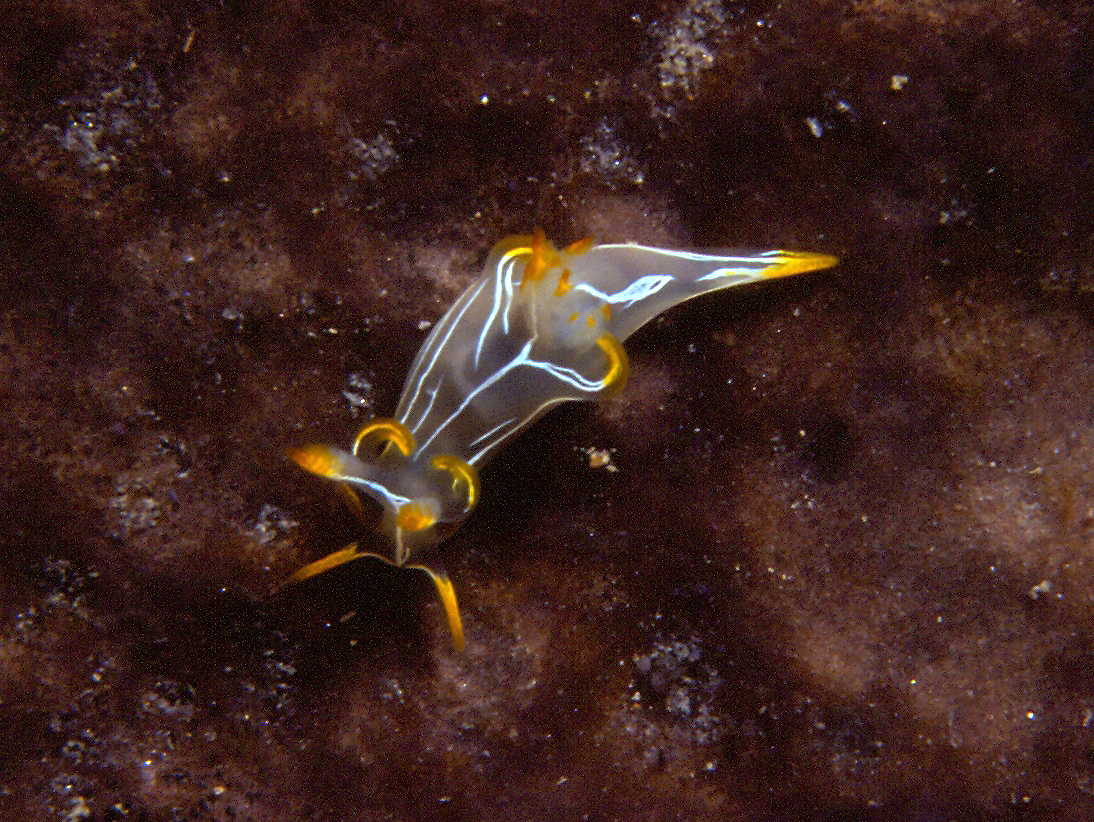
Trapania lineata
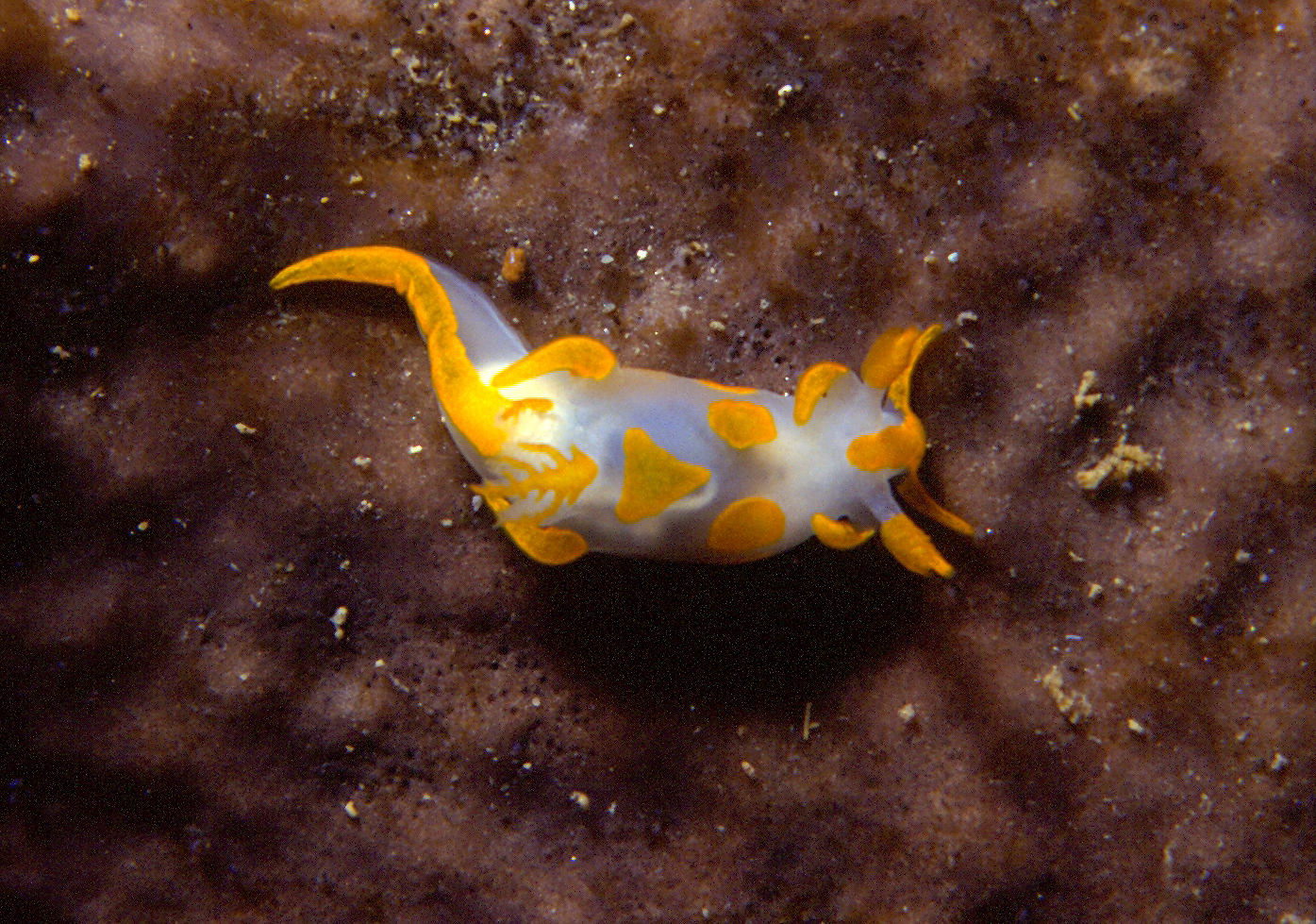
Trapania maculata
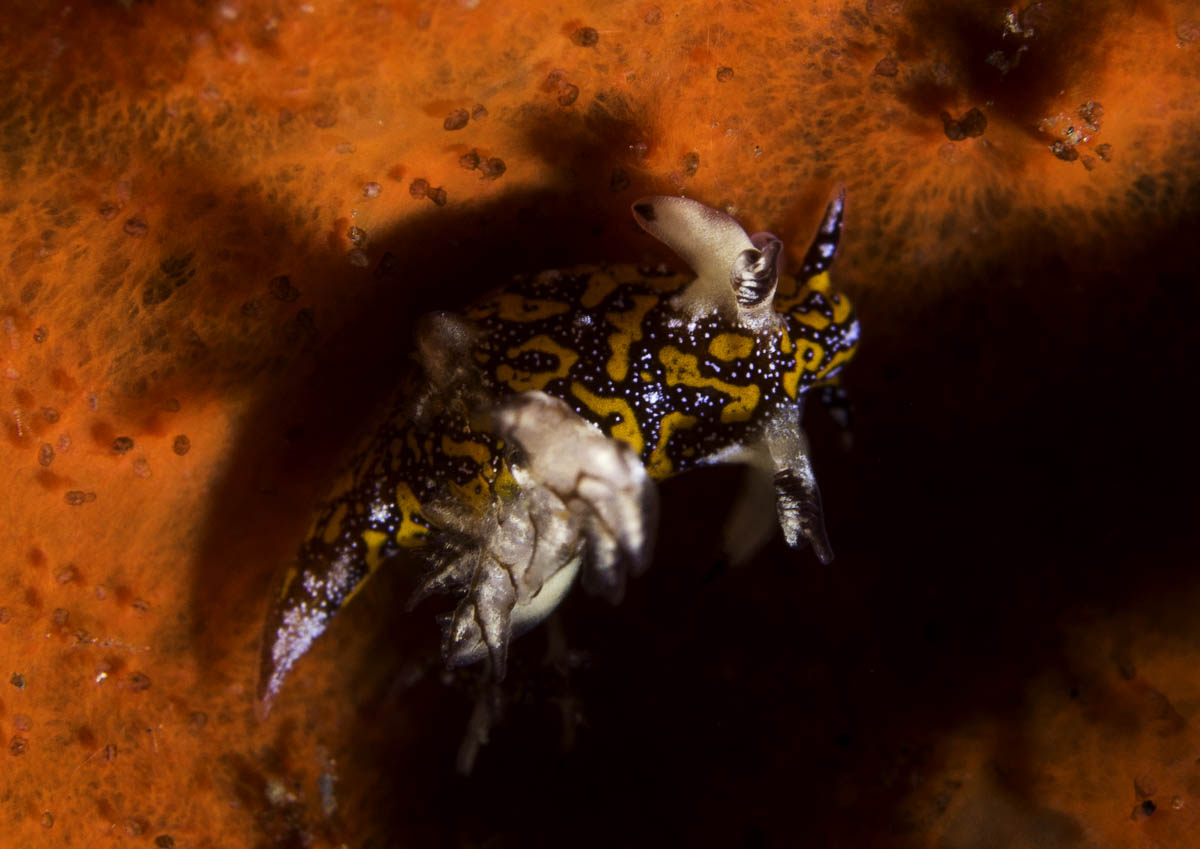
Trapania miltabrancha
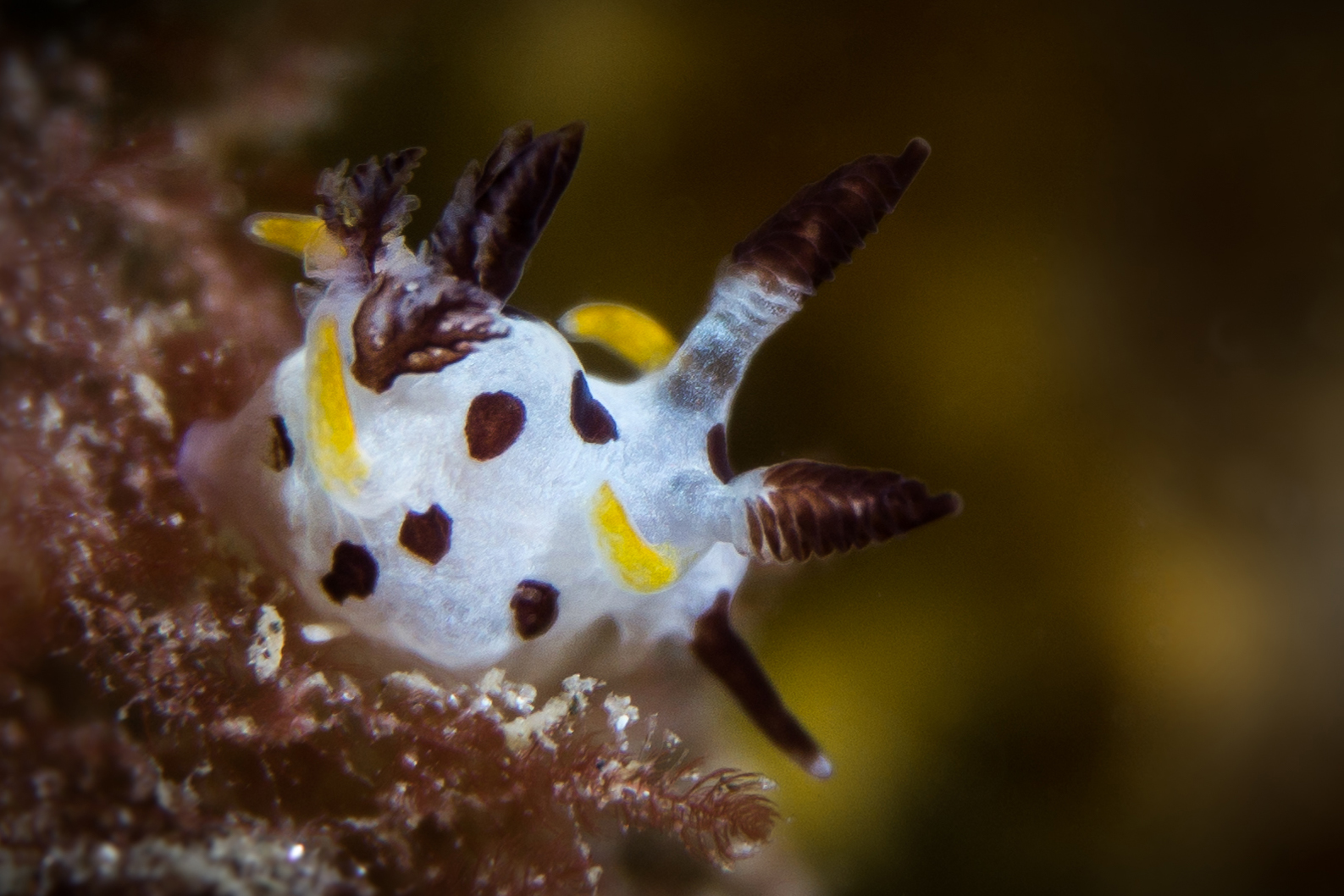
Trapania norakhalafae
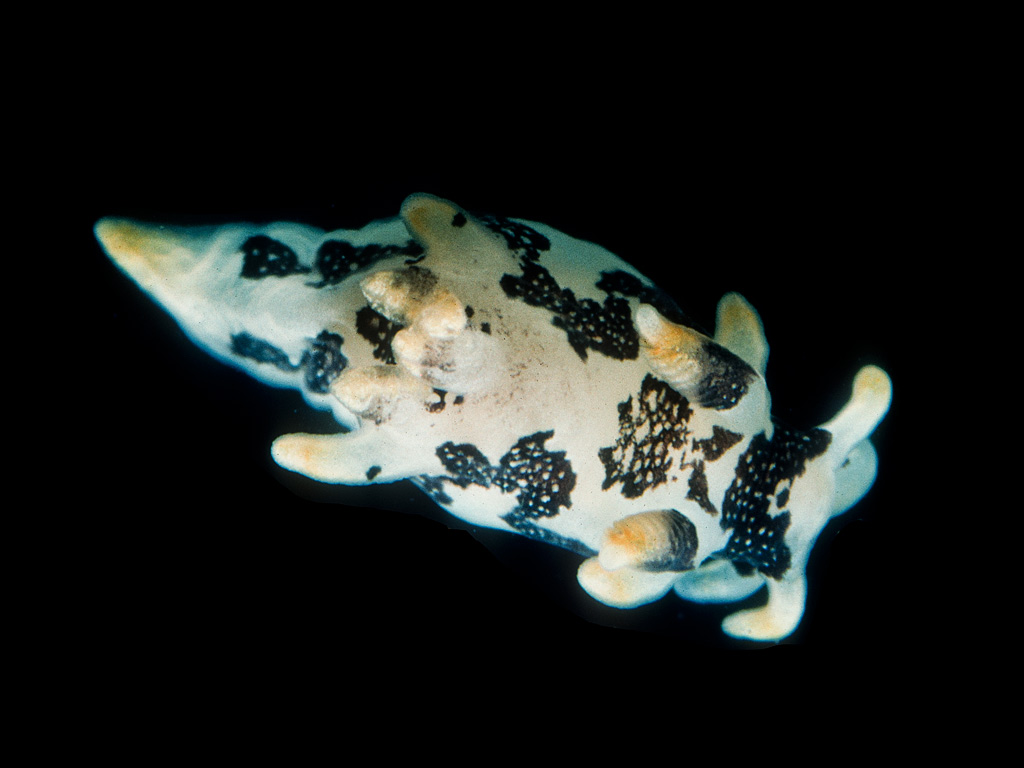
Trapania toddi